# 浜崎町
浜崎町（はまさきちょう）は佐賀県東松浦郡に属していた町。現在は唐津市の一部である。
1889年4月1日、町村制施行により浜崎村として誕生。1922年7月1日町制。1956年9月30日、玉島村との新設合併で浜崎玉島町になり、消滅した。

## 交通

### 鉄道路線
- 日本国有鉄道（国鉄）
  - 筑肥線
    - 浜崎駅